# Gnolus blinkeni
Gnolus blinkeni is een spinnensoort in de taxonomische indeling van de Spinneneters (Mimetidae).
Het dier behoort tot het geslacht Gnolus. De wetenschappelijke naam van de soort werd voor het eerst geldig gepubliceerd in 1993 door Norman I. Platnick & Shadab.